# Wolfgang Mohr (Leichtathlet)
Wolfgang Mohr (* 18. März 1952 in Oberhausen) ist ein ehemaliger deutscher Stabhochspringer.
Von 1974 bis 1978 trat Mohr neunmal in der deutschen Nationalmannschaft an, seine beste internationale Platzierung war der fünfte Platz bei den Leichtathletik-Halleneuropameisterschaften 1976 in München.
Mohr begann seine Karriere bei Rot-Weiß Oberhausen, bei den deutschen Leichtathletik-Meisterschaften 1974 belegte er mit 4,90 m den sechsten Platz. Ende 1974 wechselte Mohr zum TV Wattenscheid 01, bei den deutschen Hallenmeisterschaften 1975 belegte er für die Wattenscheider den dritten Platz mit 5,05 m. Im Jahr darauf erreichte er in der Halle 5,20 m und belegte höhengleich mit dem Sieger Günther Lohre den zweiten Platz. Im Freien belegte Mohr 1976 mit 5,10 m erneut den zweiten Platz hinter Lohre.
Seine persönliche Bestleistung von 5,41 m stellte er am 17. Juni 1976 in Duisburg-Rheinhausen auf. Sein Sohn Malte Mohr ist ebenfalls als Stabhochspringer erfolgreich.